# Buffalo (New York)
Buffalo az amerikai New York állam második legnépesebb városa New York után, Erie megye megyeszékhelye. A Buffalói egyházmegye püspöki székvárosa. Az állam nyugati részén, az Erie-tó keleti partján fekszik, ahol a Niagara folyó elhagyja a tavat.

## Népessége
1990-re népessége az 1900-as szint alá csökkent.
| Lakosok száma | 458 000 | 339 000 | 323 000 | 311 000 | 276 800 | 261 310 | 278 349 |
|               | 1970    | 1984    | 1992    | 1996    | 2006    | 2010    | 2020    |

## Gazdasági élete
Az 1789-ben a Buffalo-patak partján alapított apró kereskedőtelep az Erie-csatorna 1825-ös átadása után gyors növekedésbe kezdett, és 1900-ban már az ország 8. legnépesebb városa volt. Fontos vasúti csomóponttá és az ország legnagyobb malomipari központjává vált, és itt működött a világ legjelentősebb acélipara. A 20. század második felében azonban hanyatlásnak indult részben a hajózási útvonalak átalakulása, részben az acélgyárak egy részének bezárása miatt.
Itt található a Tesla, Inc. Giga New York gyára.

## Sportélete
| Csapat          | Sport            | Bajnokság                 | Aréna            |
| --------------- | ---------------- | ------------------------- | ---------------- |
| Buffalo Bandits | lacrosse         | National Lacrosse League  | KeyBank Center   |
| Buffalo Bills   | amerikai futball | National Football League  | Highmark Stadium |
| Buffalo Bisons  | baseball         | International League      | Sahlen Field     |
| Buffalo Sabres  | jégkorong        | National Hockey League    | KeyBank Center   |
| Buffalo Beauts  | jégkorong        | Premier Hockey Federation | Northtown Center |

## Zene
- Nickel City Opera
- A városban alakult meg a Cannibal Corpse nevű death metal együttes, 1988-ban.

## A város szülöttei
- Chad Michael Murray
- David Boreanaz

## Fordítás
- Ez a szócikk részben vagy egészben a Buffalo, New York című angol Wikipédia-szócikk ezen változatának fordításán alapul.  Az eredeti cikk szerkesztőit annak laptörténete sorolja fel. Ez a jelzés csupán a megfogalmazás eredetét és a szerzői jogokat jelzi, nem szolgál a cikkben szereplő információk forrásmegjelöléseként.